# Sončna svetloba (film, 2007)
Sončna svetloba (izvirno angleško Sunshine) je britanski znanstvenofantastični film režiserja Dannyja Boylea iz leta 2007. Scenarij zanj je napisal Alex Garland. Film kaže zgodbo o posadki vesoljske ladje Icarus II na nevarni odpravi k Soncu. Zemlja je leta 2057 zaradi umirajočega Sonca v nevarnosti in zaradi tega so poslali vesoljsko ladjo v bližino Sonca, da bi z velikansko bombo, jedrsko napravo po masi enako masi Manhattna, ponovno zagnala jedrsko zlivanje v zvezdi. Osemčlansko posadko so upodobili: Cillian Murphy, Rose Byrne, Cliff Curtis, Chris Evans, Troy Garity, Hirojuki Sanada, Benedict Wong, Michelle Yeoh in Mark Strong.
Film so začeli predvajati 6. aprila 2007 v Združenem kraljestvu, 12. aprila v Sloveniji, 20. julija pa v ZDA.